# GeoServer
GeoServerは地理情報の共有や編集を行う、Javaで組まれたオープンソースのサーバーソフトウェアである。
相互運用性を考慮して設計されており、オープン標準定義に拠る地理データを使用している。
OpenLayersやGoogle マップやBing Maps、またはGoogle EarthやNASA World WindなどWeb上の地図や天球の既存情報への接続を容易にしている。
Apache HTTP Serverが無料で自由に利用可能なHTMLを配信するサーバーであるように、地理データのノードとして利用されるべく開発が進められている。
多様なデータフォーマットの読み取りが可能であるほか、KMLを用いたGoogle Earthへの地理データの出力にも対応している。